# Humax
Humax (휴맥스) è un'azienda sudcoreana produttrice di elettronica di consumo. Fondata nel 1989, produce set-top box, videoregistratori digitali, televisori ed altre apparecchiature elettroniche.
Quotata alla borsa sudcoreana (KOSDAQ), la Humax Co. Ltd è uno dei leader mondiali nella produzione dei decoder, esportando i suoi prodotti in oltre 90 paesi in tutto il mondo. Sedi internazionale della società e le strutture di sviluppo e ricerca hanno sede in Corea del Sud e Polonia, con uffici a Dubai, Germania, India, Italia, Giappone, Regno Unito, e Stati Uniti d'America.
Nel 1997, l'azienda ha aperto uno stabilimento di produzione in Irlanda del Nord che ha vinto il Queen's Award for Enterprise - International Trade 2002, ma che ha chiuso lasciando solo il supporto ai clienti e le funzioni di amministrazione in questa posizione. Gli impianti di produzione si trovano in Corea del Sud, Cina, India e Polonia (2004). Humax ha registrato un fatturato di 400 milioni di dollari nel 2004. Humax ha annunciato l'intenzione di aumentare questa cifra a 1 miliardo di dollari entro il 2006. Il miliardo di dollari (in esportazioni) viene raggiunto nel 2010.

Humax è un membro della Hybrid Broadcast Broadband TV (HbbTV), consorzio di aziende del settore della radiodiffusione e di Internet (tra cui anche SES Astra, Philips, OpenTv e ANT Software) che promuove e istituisce uno standard europeo aperto (chiamato HbbTV) per il set-ibrido top box per la ricezione della TV e applicazioni multimediali a banda larga con una singola interfaccia utente.

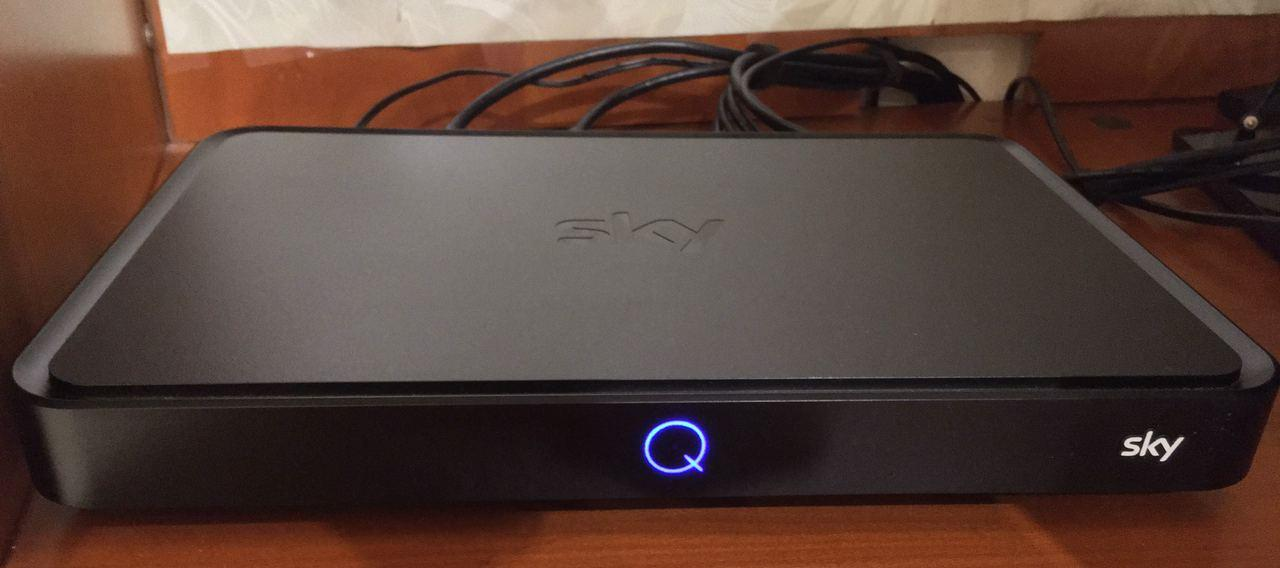
SkyQ Black prodotto da Humax

## Prodotti

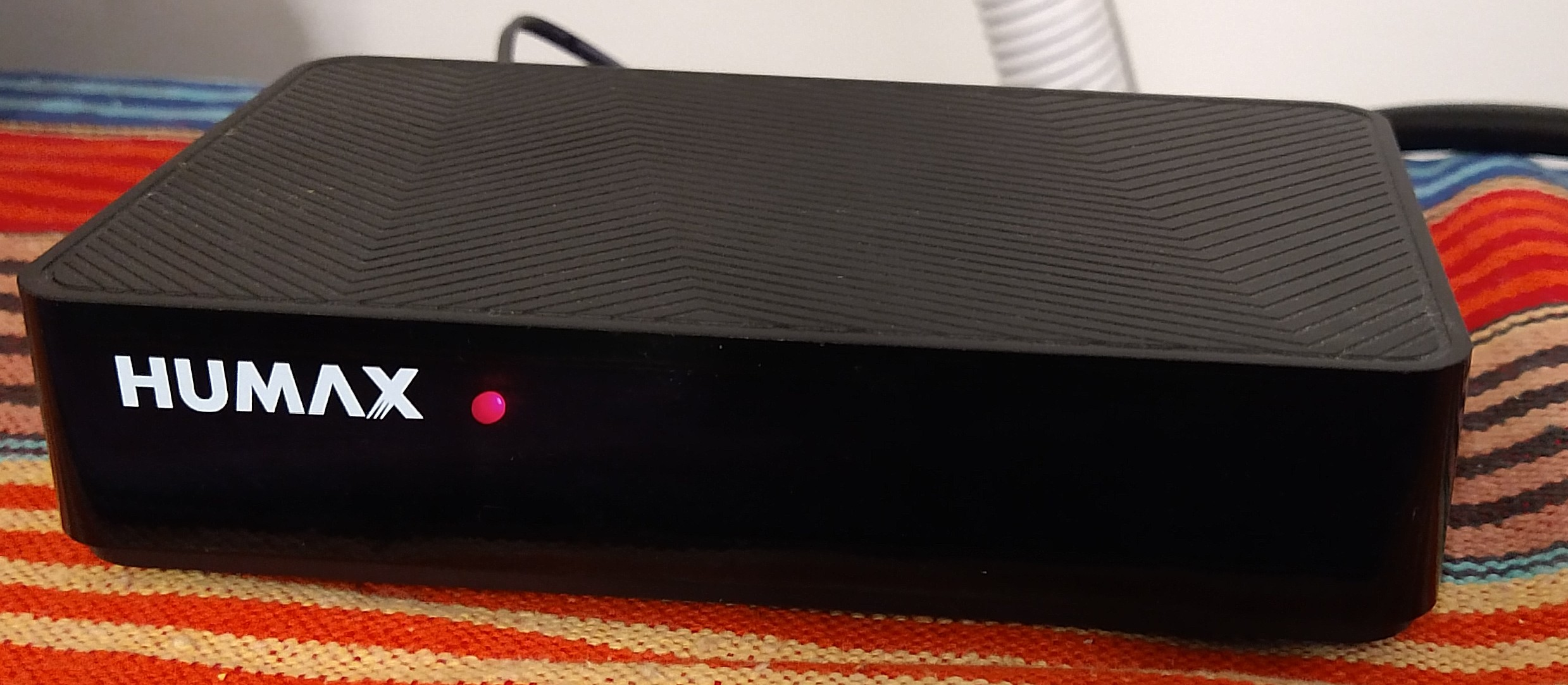
Humax HD2020T2

Humax, nonostante sia nota principalmente per i ricevitori satellitari e terrestri ad uso domestico, produce molte altre tipologie di dispositivi seppur non tutti commercializzati in Italia e alcuni destinati al segmento business. 
L'azienda produce: 
- Ricevitori satellitari, digitale terrestre e via cavo
- Android TV
- IP Camera
- CAM per televisori
- Infotainment e sistemi elettronici per auto o per altri veicoli[2]
- Soluzioni di ricarica per auto elettriche[3]
- Dispositivi indossabili[2]
- Piattaforme di servizi alla mobilità[2]
- Router ed extender[4]

Oltre alla produzione con marchio proprio, produce anche per conto terzi. Per l'Italia, oltre a decoder e set-top-box satellitari e terrestri, produce anche i decoder MySky e Sky Q Black fornito dall'azienda ai propri clienti. 

## Cronistoria
I principali eventi storici della società sono:
- 1989: Fondazione come Conin System Co., Ltd.
- 1993: Introduzione del primo Lettore CD karaoke al mondo
- 1997: Quotazione sul KOSDAQ
- 1998: Adozione dell'attuale denominazione HUMAX Co., Ltd.
- 2000: Sviluppo set-top-box digitale e raggiungimento dell'obiettivo dei 100 milioni di dollari in esportazioni.
- 2001-2007: Apertura filiali in Inghilterra, India, Italia, Australia, Cina, Hong Kong, Polonia e Thailandia; raggiungimento dei 500 milioni di dollari in esportazioni.
- 2009: Fondazione HUMAX Holdings Co., Ltd.
- 2010: Raggiungimento obiettivo del miliardo di dollari in esportazioni.
- 2013: Acquisizione Daewoo IS e nascita di HUMAX Automotive; avvio attività nel mercato dei gateway residenziali
- 2014: Nomina di Tae-Hun Kim a nuovo CEO dell'azienda
- 2015: Partecipazione al progetto governativo Carbon Disclosure Project (CDP) e introduzione dell'etichetta Carbon Footprint sui set-top-box
- 2018: Fusione di HUMAX e Automotive in HUMAX